# Сурково (Вологодская область)
Сурково — деревня в Череповецком районе Вологодской области.
Входит в состав Югского сельского поселения (с 1 января 2006 года по 8 апреля 2009 года была центром Сурковского сельского поселения), с точки зрения административно-территориального деления — центр Сурковского сельсовета.
Расстояние до районного центра Череповца по автодороге — 35 км, до центра муниципального образования Нового Домозерова по прямой — 12 км. Ближайшие населённые пункты — Высоково, Толмачево, Заречка.
По переписи 2002 года население — 239 человек (113 мужчин, 126 женщин). Преобладающая национальность — русские (99 %).